# Thomas Schwarz (Politiker, 1958)

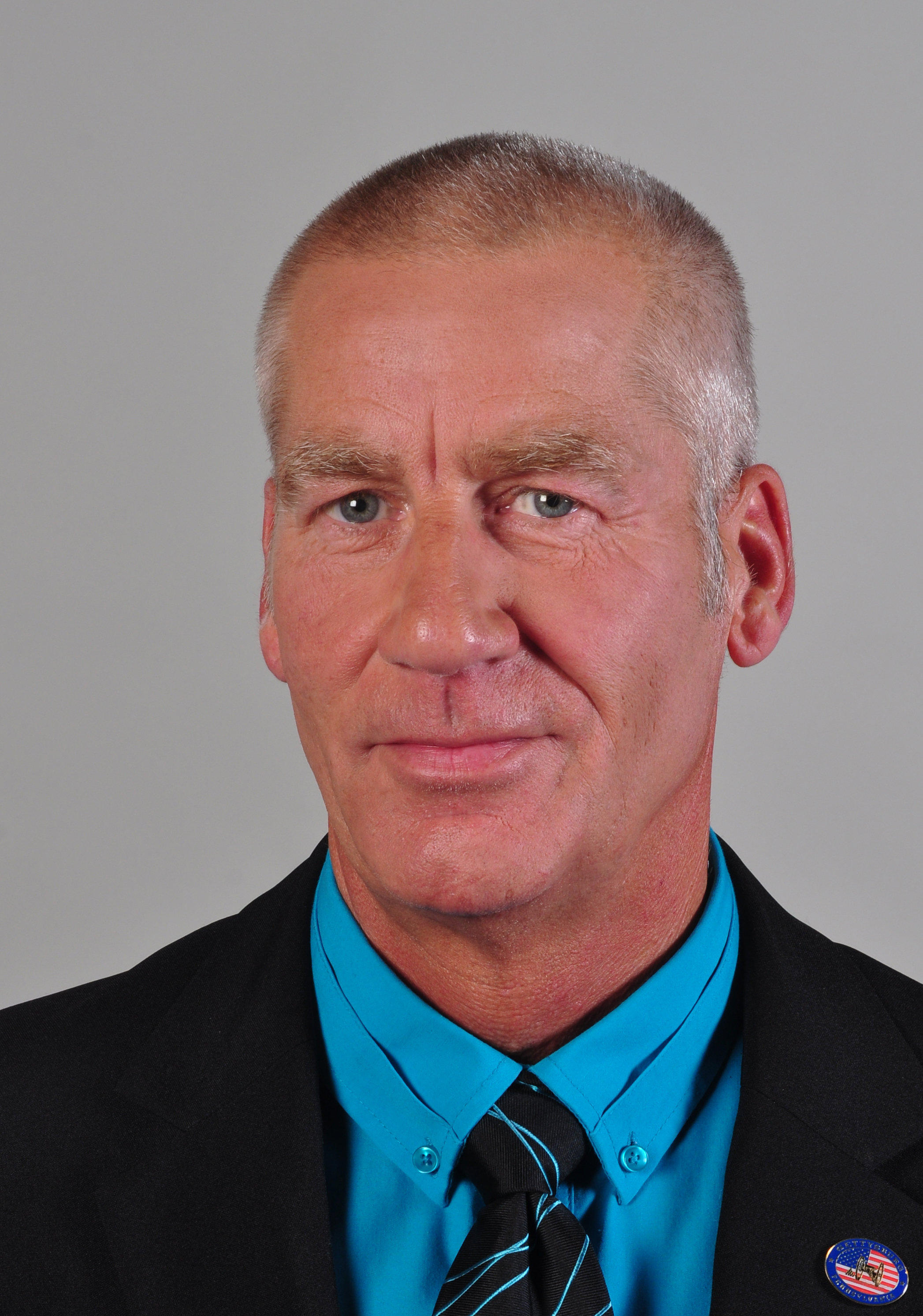
Thomas Schwarz (2013)

Thomas Schwarz (* 21. Februar 1958 in Engelsdorf) ist ein deutscher Politiker (SPD). Von 2002 bis 2021 war er Mitglied des Landtages von Mecklenburg-Vorpommern.

## Leben
Nach dem Schulabschluss machte Schwarz ab 1974 eine Ausbildung als Zerspanungsfacharbeiter, die bis 1976 dauerte. Anschließend leistete er bis 1979 seinen Dienst als Unteroffizier auf Zeit in der NVA ab. Er machte eine Qualifizierung zum Berufskraftfahrer und arbeitete ab 1983 an der sogenannten Erdgastrasse in der Sowjetunion. Ab 1988 arbeitete er als Busfahrer in Schwerin. Schwarz ist konfessionslos, geschieden und hat zwei Kinder.

## Politik
Schwarz trat der SPD bei und wurde Vorsitzender des SPD-Ortsvereins in Demen. Er war Landesvorsitzender und Kreisvorsitzender der Arbeitsgemeinschaft für Arbeit (AfA) und wurde Vorsitzender des SPD-Kreisverbandes Parchim. Er ist Mitglied im Kreistag von Ludwigslust-Parchim. Bei der Landtagswahl 2002 konnte er erstmals über die Landesliste der SPD ins Landesparlament einziehen, diesen Erfolg konnte er 2006 und 2011 durch ein Direktmandat im Wahlkreis 32 – Parchim II und 2016 durch ein Direktmandat im Wahlkreis 32 – Parchim V wiederholen. Im Landtag von Mecklenburg-Vorpommern war er Sprecher der SPD-Fraktion für Arbeitnehmerpolitik. Mit Ablauf der siebten Legislaturperiode schied er 2021 aus dem Landtag aus.